# Giorgio Ordelaffi

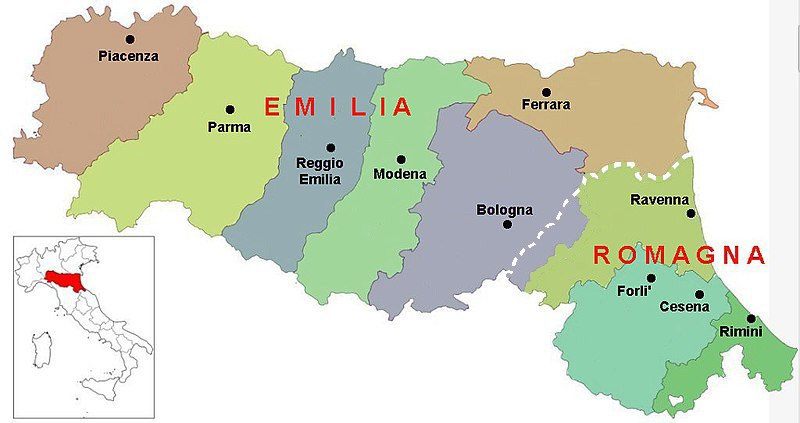
Regio Emilia-Romagna

Giorgio Ordelaffi (†1423) was heer en apostolisch vicaris van Forlì van 1411 tot 1423, hij was een telg van het Huis Ordelaffi.

## Context
Voor hij stierf gaf hij aan Filippo Maria Visconti, hertog van Milaan, het voogdijschap over zijn tienjarige zoon Teobaldo II. De Florentijnse Republiek zag dit met lede ogen aan en betwiste deze zaak, het begin van de Lombardische Oorlogen (1423-1454).
In 1425 stierf Teobaldo II, Visconti gaf Forlì en Imola aan Paus Martinus V.